# Anthomyia adducta
Anthomyia adducta este o specie de muște din genul Anthomyia, familia Anthomyiidae, descrisă de Walker în anul 1853. Conform Catalogue of Life specia Anthomyia adducta nu are subspecii cunoscute.